# Богати и известни
„Богати и известни“ (на испански: Ricos y famosos) е аржентинска теленовела, създадена от Алехандро Ромай, режисирана от Уго Мосер и Мартин Клутет и продуцирана от Дарио Алварес за Telearte. Главните положителни персонажи са поверени на Наталия Орейро и Диего Рамос, а главните отрицателни на Карина Сампини и „първият актьор“ Оскар Ферейро.

## Сюжет
Историята на сериала се развива в Буенос Айрес. Нищо не предвещава началото на тази история, но тя започва със сблъсъка на две коли, или може би на двама души, две съдби? Когато те се виждат, не мислят за това. Младата Валерия си мисли единствено за ролята на Жулиета в училищна постановка по повестта на Шекспир, докато Диего мисли за бъдещия купон в университета и годеницата си Сабрина. Тя излиза от колата и след като излива злобата си, гордо си тръгва. Диего, забравяйки всичко, се пита: „коя си ти?“
Валерия е изпълнена с илюзии, мери рокли за изпълнението си, когато приятелката ѝ Сабрина я кани на рождения ден на годеника си, когото Валерия никога не е виждала, но знае, че живее в лускозния дом на Солерно.
Още едно съдбоносно съвпадение – бащата на Диего, Лусиано Салерно, и бащата на Валерия, Алберто Гарсия Мендес, се оказват състуденти и Лусиано, спомняйки си за стария си приятел, решава да го зарадва като му предлага ръководен пост в своята банка. Алберто се съгласява. Скоро неговата безупречна чест се оказва в ръцете на хитрия Солерно, който решава да се възползва от приятеля си като го обвинява в измама, за отклони вниманието на полицията и пресата от себе си.
Никой не подозира замисъла на Солерно. Дори Диего и Валерия, които се влюбват лудо един в друг. Сабрина, която е оставена от такъв завиден жених, се опитва да ги раздели, но всичките ѝ опити се оказват неуспешни. Основна роля в тяхната раздяла играе скандалът, който се стоварва върху плещите на баща ѝ.
Много препятствия ще трябва да преодолеят главните герои. Борбата на бащите им не ще им позволи да живеят като истинско семейство, както и откраднатата им дъщеря.

## Актьори
- Наталия Орейро като Валерия Гарсия Мендес
- Диего Рамос като Диего Салерно
- Сесилия Мареска като Берта Де Марко/Мерседес Ортигоса де Салерно
- Карина Сампини като Карла
- Антонио Гримау като Алберто Гарсия Мендес
- Оскар Ферейро като Лусиано Салерно/Мануел Кирога
- Сегундо Сернадас като Агустин Гарсия Мендес
- Елизабет Килиан като Марта Гарсия Мендес

## „Богати и известни“ в България
В България сериалът е излъчен по телевизия Евроком и телевизия 7 дни, дублиран на български език.